# سمير عبد الشكور
سمير عبد الشكور، من مواليد 20 مايو 1960م ، وهو لاعب كرة قدم سعودي معتزل ومركزه مدافع، شارك مع منتخب بلاده لكأس آسيا سنة 1984م في سنغافورة، حيث حقق اللقب الأول للسعودية مع زملائه، كما لعب مع ناديي أحد بالمدينة المنورة ونادي الوحدة بمكة المكرمة.

## روابط خارجية
- سمير عبد الشكور على موقع أوليمبيديا (الإنجليزية)